# Peter Boström
Lars Peter Boström, född 19 maj 1971 i Lundby församling, Göteborg, Göteborgs och Bohus län,, är en svensk musikproducent och kompositör. 
Under namnet Bassflow har Boström gjort remakes på bland annat Gloria (åt Mando Diao), What's The Point (åt Johnossi) och Split My Personality (åt Salem Al Fakir). I mars 2011 kom Bassflow-mixen av When We Were 10 med Viktorious. I juni 2012 släppte Polydor hans remake av Lana del Reys Video Games.
På senare tid har Peter Boström tävlat som låtskrivare i Melodifestivalen. Några av låtarna han tävlat med i Melodifestivalen är Manboy, In the Club och Amazing. Låtarna har han skrivit i samarbete med Danny Saucedo, Fredrik Kempe och Figge Boström.
År 2012 var ett framgångsrikt år för honom i Eurovision Song Contest-sammanhang. Två av hans bidrag i Melodifestivalen 2012, Amazing och Euphoria kom på andra respektive första plats. Dessutom vann han i Norge med låten Stay. Euphoria vann sedan Eurovision Song Contest i Baku.
Boström har producerat skivor åt artister såsom Charlotte Perrelli, Bosson och Ola Svensson.

## Melodifestivalbidrag
| MF   | Låt                        | Artist                | Text/musik | Anmärkning                |
| ---- | -------------------------- | --------------------- | --- | ------------------------- |
| 2003 | "Stop! Look! Listen!"      | Da Buzz               | Per Lund (t/m), Urban Robertsson (t/m), Joakim Udd (t/m), Peter Boström (t/m)                                  | 5:e plats (utslagen)      |
| 2009 | "Disconnect me"            | Marie Serneholt       | Peter Boström (t/m), Tony Nilsson (t/m)                                                                        | 6:e plats (utslagen)      |
| 2010 | "Manboy"                   | Eric Saade            | Fredrik Kempe (t/m), Peter Boström (m)                                                                         | 3:e plats                 |
| 2010 | "Headlines"                | Alcazar               | Peter Boström (t/m), Tony Nilsson (t/m)                                                                        | 5:e plats (andra chansen) |
| 2010 | "Thursdays"                | Lovestoned            | Peter Boström (m), Thomas G:son (m), Sharon Vaughn (t)                                                         | 6:e plats (utslagen)      |
| 2011 | "In the club"              | Danny Saucedo         | Fredrik "Figge" Boström (t/m), Peter Boström (t/m), Danny Saucedo (t/m)                                        | andra plats               |
| 2011 | "I'm in Love"              | Sanna Nielsen         | Bobby Ljunggren (t/m), Thomas G:son (t/m), Irini Michas (t/m), Peter Boström (t/m)                             | 4:e plats                 |
| 2012 | "Euphoria"                 | Loreen                | Peter Boström (t/m), Thomas G:son (t/m)                                                                        | Vinnare                   |
| 2012 | "I din himmel"             | Sonja Aldén           | Sonja Aldén (t), Bobby Ljunggren (m), Peter Boström (m)                                                        | 6:e plats (utslagen)      |
| 2012 | "Amazing"                  | Danny Saucedo         | Fredrik "Figge" Boström (t/m), Peter Boström (t/m), Danny Saucedo (t/m)                                        | andra plats               |
| 2013 | "On Top Of The World"      | Swedish House Wifes   | Peter Boström (t/m), Thomas G:son (t/m)                                                                        | 6:e plats (utslagen)      |
| 2013 | "Alibi"                    | Eddie Razaz           | Thomas G:son (t/m), Peter Boström (t/m)                                                                        | 6:e plats (utslagen)      |
| 2013 | "Tell The World I'm Here"  | Ulrik Munther         | Peter Boström (t/m), Thomas G:son (t/m), Ulrik Munther (t/m)                                                   | 3:e plats                 |
| 2014 | "Love Trigger"             | J.E.M.                | Thomas G:son (t/m), Peter Boström (t/m), Julimar ”J-Son” Santos (t/m)                                          | 6:e plats (andra chansen) |
| 2014 | "När änglarna går hem"     | Martin Stenmarck      | Peter Boström (t/m), Andreas Öhrn (t/m), Martin Stenmarck (t/m), Alexander Bard (t/m)                          | 3:e plats (andra chansen) |
| 2014 | "Hela natten"              | Josef Johansson       | Thomas G:son (m), Peter Boström (m), Josef Johansson (t), Jonas Lundblad (t), Peo Thyrén (t)                   | 7:e plats (utslagen)      |
| 2016 | "Rollercoaster"            | Dolly Style           | Thomas G:son, Peter Boström, Alexandra Salomonsson                                                             | 7:e plats (andra chansen) |
| 2017 | "Wild Child"               | Ace Wilder            | Peter Boström, Thomas G:son, Ace Wilder                                                                        | 7:e plats                 |
| 2017 | "A Million Years"          | Mariette              | Thomas G:son, Johanna Jansson, Peter Boström, Mariette Hansson, Jenny Hansson                                  | 4:e plats                 |
| 2018 | "Cry"                      | Dotter                | Linnea Deb, Peter Boström, Thomas G:son, Johanna "Dotter" Jansson                                              | 6:e plats (utslagen)      |
| 2019 | "Somebody Wants"           | The Lovers of Valdaro | Peter Boström, Thomas G:son, Erik Høiby                                                                        | 7:e plats (utslagen)      |
| 2020 | "Ballerina"                | Malou Prytz           | Peter Boström, Thomas G:son, Jimmy Jansson                                                                     | 2:a plats (andra chansen) |
| 2022 | "Bigger Than the Universe" | Anders Bagge          | Peter Boström, Anders Bagge, Thomas G:son, Jimmy Jansson                                                       | andra plats               |
| 2023 | "Mer av dig"               | Theoz                 | Peter Boström, Axel Schylström, Jakob Redtzer, Thomas G:son                                                    | 5:e plats                 |
| 2023 | "Tattoo"                   | Loreen                | Peter Boström, Moa "Cazzi Opeia" Carlebecker, Thomas G:son, Jimmy Jansson, Loreen och Jimmy "Joker" Thörnfeldt | Vinnare                   |